# شفيق نور الدين
شفيق نور الدين (15 سبتمبر 1911 - 14 فبراير 1981)، ممثل مصري اشتهر في المسرح وعرف بتشابه أدواره.

## عن حياته
ولد في المنوفية، دخل المجال الفني عبر مسرح الشيخ «سلامة حجازي»، فقدم عدد من المسرحيات الهامة منها «المحروسة» و«سكة السلامة».
بدأت علاقته بالتمثيل وهو صغير السن، ثم بدأ يعمل كملقن في العديد من المسرحيات، وقدمّه سلامة حجازي في أدوار صغيرة ، وظل يتنقل بين المسارح فعمل مع كل من جورج أبيض و زكي طليمات ، وفتوح نشاطي ، وعمل في السيتينيات في المسرح القومي ، ومن أشهر مسرحياته ، عيلد الدغوري، ملك القطن، أم رتيبه، سينما أونطة، المحروسة، السبتيه، سكة السلامة، بير السلم، المسامير، سهرة مع الحكومة، كما عمل في الإذاعة في سهرات عديدة منهاعيلة سي جمعة، نودا جحا، رحله عم مسعود، من أبنائه الممثل نبيل نور الدين . حصل على العديد من الجوائز عن أدوارة في أفلامه شياطين الليل، المتمردون، واحد لمع المصدوم في سلوك أبنائه والبخيل المقتر معهم، أو الموظف التقليدي، يبدو جذابا في احترسي من الحب، وصادقا في مراتي مدير عام.

## أعمال

### أفلام
| - شلة المراهقين 1973: أمين الدمنهوري ابوسميرة - حسناء المطار 1971 - لعبة كل يوم 1971 - هاربات من الحب 1970 - نادية 1969 - الناس اللي جوه 1969 - يوميات نائب في الأرياف 1969 - المومياء 1969: تاجر آثار - أبواب الليل 1969 - نفوس حائرة 1968 - المتمردون 1968 - العيب 1967 - الليالي الطويلة 1967 - معبودة الجماهير 1967 - جفت الأمطار 1967 - السيد البلطي 1967 - شياطين الليل 1966 - القاهرة 30 1966: والد محجوب عبد الدايم - مراتي مدير عام 1966: عبد القوي - عدو المرأة 1966: أبو حسين - الحياة حلوة 1965 - حب للجميع 1965 - تاكسي 1965 - المراهقان 1964 | - أمير الدهاء 1964 - عبيد الجسد 1962 - الحاقد 1962: خال سامية - دنيا البنات 1962 - صراع في الجبل 1961: أبو وردة - الضوء الخافت 1961 - لماذا أعيش 1961 - إسماعيل يس في السجن 1961 - شاطئ الحب 1961 - صائدة الرجال 1960 - الناس اللي تحت 1960: عبد الرحيم - لوعة الحب 1960 - العملاق 1960 - حايجننوني 1960 - جسر الخالدين 1960 - سامحني 1960 - احترسي من الحب 1959 - لن أعود 1959 - أم رتيبة 1959 - إسماعيل يس في الطيران 1959: محمود - بين السما والأرض 1959 - حب ودلع 1959 - شباب اليوم 1958 | - هذا هو الحب 1958 - حبيبي الأسمر 1958: أبو سمرة - سيدة القصر 1958: شيخ عبد الستار - امرأة في الطريق 1958: عم منصور - توبة 1958 - طاهرة 1957 - عشاق الليل 1957 - لواحظ 1957 - الجريمة والعقاب 1957: الخمورجي - لن أبكي أبداً 1957 - ليلة رهيبة 1957 - فتى أحلامي 1957 - بورسعيد 1957 - غرام المليونير 1957 - القلب له أحكام 1956 - هارب من الحب 1956 - المفتش العام 1956 - سمارة 1956 - عاشق الروح 1955 - قصة حبي 1955 - نهارك سعيد 1955 - ليالي الحب 1955 - درب المهابيل 1955 | - ثورة المدينة 1955: من أهل البلد - بحر الغرام 1955 - الشك القاتل 1954 - قلوب الناس 1954 - بنت الجيران 1954 - السيد البدوي 1954 - أربع بنات وضابط 1954 - حدث ذات ليلة 1954 - اعترافات زوجة 1954 - كلمة الحق 1953 - ماليش حد 1953 - دهب 1953 - بيت الطاعة 1953 - حب في الظلام 1953 - بائعة الخبز 1953 - أنا وحبيبي 1953 - بلال مؤذن الرسول 1953 - بنت الهوى 1953 - ريا وسكينة 1952 - مسمار جحا 1952 - سلوا قلبي 1952 - الأم القاتلة 1952 - الأستاذة فاطمة 1952: المزور - وداعا يا غرامي 1951: توفيق شيخ الحارة | - السبع أفندي 1951 - مشغول بغيري 1951 - شاطئ الغرام 1950 - ياسمين 1950 - أيام شبابي 1950 - أخلاق للبيع 1950 - الأفوكاتو مديحة 1950: عبد الدايم - الليل لنا 1949 - مبروك عليكي 1949 - المرأة شيطان 1949 رئيس النيابة - هدى 1949: الصائغ - نادية 1949: المترجم اليهودي - ليلى العامرية 1948 - شادية الوادي 1947 - ضربة القدر 1947 - ضحايا المدينة 1946 - راوية 1946 - الخمسة جنيه 1946 - ملاك الرحمة 1946: خيري بيه - ليلى بنت الفقراء 1945 - القرش الأبيض 1945 - الآنسة بوسة 1945 - البني آدم 1945: مجنون - طاقية الإخفاء 1944 - من الجاني 1944: المحامي الشرعي - أحب الغلط 1942: الصحفي |

### مسرحيات
| - حلاوة زمان 1971 - المحروسة 1962 - قهوة الملوك 1959: بدوي أفندي - ملك القطن 1957 - الأيدي الناعمة 1954 | - بير السلم 1966 - سكة السلامة 1964: سائق الأتوبيس - كوبري الناموس 1964 - حلاق بغداد 1963 - السبنسة 1962: صابر | - القضية - دائرة الطباشير القوقازية - عيلة الدوغري - في بيتنا رجل - حدث في أكتوبر |

### أخرى
| - عيلة الدوغري 1980: علي الطواف - إصلاحية جبل الليمون 1979 - الفلاح 1968 | - الرحيل 1965 - الساقية 1965 - الضحية 1964 | - ولدي: تمثيلية - تاكسي: فيلم تلفزيوني - ميكروب الحب مسلسل إذاعي: عبد الشكور الخامس |

- أجازة صيف مسلسل إذاعى

## روابط خارجية
- شفيق نور الدين على موقع IMDb (الإنجليزية)
- شفيق نور الدين على موقع الدهليز
- شفيق نور الدين على موقع قاعدة بيانات الأفلام العربية
- شفيق نور الدين على موقع قاعدة بيانات الفيلم (الإنجليزية)
- شفيق نورالدين.. من هو العبقري الذي أطلق عبارة: أبوحنيفة قال ما تنقضش